# Ocell del paradís negre
L'ocell del paradís negre (Manucodia ater) és un ocell de la família dels paradiseids (Paradiseidae).

## Hàbitat i distribució
Habita els boscos de les terres baixes de Nova Guinea, les illes Aru i illes Raja Ampat de Waigeo, Batanta, Salawati, Gebe i Gemien.

## Taxonomia
Manucodia alter era, fins fa poc, considerada una subespècie de Manucodia ater. Actualment són considerades espècies diferents arran Gregory 2017